# Listrognathus spinifrons
Listrognathus spinifrons là một loài tò vò trong họ Ichneumonidae.